# Retractiladora
La retractiladora de palets, también conocida como máquina de enfardado de palets, es un equipo utilizado para envolver y asegurar de manera eficiente y segura los palets de carga. Estas máquinas ofrecen una máxima eficiencia y calidad de envoltura, garantizando un embalaje seguro y protegido.

## Proceso
En el proceso de embalaje de palets, una etapa importante es el sellado y retractilado, que consiste en envolver el palet con un plástico y luego contraer y adherir ese plástico. A diferencia de una selladora de palets manual, este proceso se realiza utilizando máquinas y materiales de embalaje especializados.
El sellado del plástico se lleva a cabo mediante el uso de un film transparente que se retrae gracias a las máquinas y materiales de embalaje. Esto permite que el plástico se ajuste perfectamente alrededor del palet y de la carga, proporcionando una protección segura y evitando que el producto se mueva durante el transporte.
Otra opción para el sellado y retractilado es el uso de una envoltura retráctil. En este caso, se utiliza un plástico especialmente diseñado que se adapta y se contrae al aplicar calor, creando un envoltorio firme y seguro alrededor del palet y los productos que contiene. Este método es especialmente útil para mercancías que requieren una protección adicional o que tienen formas irregulares.